# Platoul Vașcău
Platoul Vașcău este o arie protejată (arie specială de conservare — SAC, sit de importanță comunitară — SCI) din România, desemnată în scopul protejării biodiversității și menținerii într-o stare de conservare favorabilă a florei spontane și faunei sălbatice, precum și a unor habitate naturale de interes comunitar aflate în arealul zonei protejate. Aceasta este situată în vestul Transilvaniei, pe teritoriile județelor Bihor și Arad.

## Localizare
Aria naturală se întinde în partea sud-estică a județului Bihor (pe teritoriile administrative ale comunelor Cărpinet și Criștioru de Jos, și pe cel al orașului Vașcău) și în cea nord-estică a județului Arad, pe teritoriile comunelor Dezna și Gurahonț.

## Înființare
Instituirea regimului de arie naturală protejată pentru situl de importanță comunitară „Platoul Vașcău” s-a făcut prin  Ordinul Ministerului Mediului și Dezvoltării Durabile Nr.1964 din 13 decembrie 2007 (privind instituirea regimului de arie naturală protejată a siturilor de importanță comunitară, ca parte integrantă a rețelei ecologice europene Natura 2000 în România). Situl a fost protejat și ca arie specială de conservare în mai 2022. Situl se întinde pe o suprafață de 5.001,3 hectare și include rezervațiile naturale Avenul Câmpeneasa cu Izbucul Boiu și Izvorul intermitent de la Călugări.

## Biodiversitate
Platoul Vașcău reprezintă o arie naturală (păduri de foioase, pajiști naturale, pășuni, terenuri arabile) încadrată în bioregiunea continentală a prelungirii centrale a Apusenilor, în Munții Codru-Moma. Rețeaua hidrografică principală a sitului aparține bazinului hidrografic al râului Crișul Negru.
Situl conservă trei habitate naturale de interes comunitar (Păduri dacice de fag, Păduri medio-europene de fag din Cephalanthero-Fagion și Peșteri în care accesul publicului este interzis) și protejează o gamă diversă de floră și faună caracteristică lanțului carpatic  al Occidentalilor.
La baza desemnării sitului se află mai multe specii de mamifere, păsări, pești, reptile și amfibieni; dintre care unele enumerate în anexa I-a a Directivei Consiliului European 92/43/CE din 21 mai 1992 - privind conservarea habitatelor naturale și a speciilor de faună și floră sălbatică sau aflate pe lista roșie a IUCN); precum și câteva specii floristice.
Mamifere: mistreț (Sus scrofa), râs eurasiatic (Lynx lynx), lup (Canis lupus), cerb (Cervus elaphus), căprioară (Capreolus capreolus), pisică sălbatică (Felis silvestris silvestris), veveriță (Sciurus carolinensis), liliacul cu aripi lungi (Miniopterus schreibersi), liliacul comun (Myotis myotis), liliac mare cu potcoavă (Rhinolophus ferrumequinum ferrumequinum), liliac mic cu potcoavă (Rhinolophus hipposideros hipposideros); 
Păsări protejate la nivel european prin Directiva CE 147/CE din 30 noiembrie 2009 privind conservarea păsărilor : bufniță (Bubo bubo), porumbel gulerat (Columba palumbus), cuc (Cuculus canorus), ciocănitoare neagră (Dryocopus martius), ciocănitoare de stejar (Dendrocopos medius), ciocănitoare cu spate alb (Dendrocopos leucotos), ciocănitoare de munte (Picoides tridactylus), ciocănitoarea verzuie (Picus canus), ciuvică (Glaucidium passerinum), sfrâncioc roșiatic (Lanius collurio), ciocârlie-de-pădure (Lullula arborea), codobatură albă (Motacilla alba), codobatură de munte (Motacilla cinerea), viespar (Pernis apivorus), huhurez mare (Strix uralensis), mărăcinar (Saxicola rubetra), mărăcinar negru (Saxicola torquata), silvie-mică (Sylvia curruca), silvie cu cap negru (Sylvia atricapilla), silvie-de-campie (Sylvia communis c.), silvie-cu-cap-negru (Sylvia atricapilla a.), graur (Sturnus vulgaris), cănăraș (Serinus serinus), mierlă (Turdus merula), mierlă gulerată (Turdus torquatus), sturz (Turdus pilaris), sturzul de vâsc (Turdus viscivorus); 
Pești: mreană vânătă ( Barbus meridionalis petenyi), scobar (Chondrostoma nasus), clean (Leuciscus cephalus), porcușorul de vad (Gobio uranoscopus), zvârlugă (Cobitis taenia), fusar (Zingel strebe), avat (Aspius aspius), păstrăv de munte (Salmo trutta fario);
Reptile și amfibieni: șarpele orb (Anguis fragilis), șarpele de alun (Coronella austriaca), șarpele de apă (Natrix tessellata), șopârla de câmp (Lacerta agilis), gușterul (Lacerta viridis), șopârla de ziduri (Podarcis muralis), ivorașul-cu-burta-galbenă (Bombina variegata), broască râioasă verde (Bufo viridis), broasca-roșie-de-munte (Rana temporaria), brotacul verde de copac (Hyla arborea), broască râioasă (Bufo bufo), buhaiul de baltă cu burtă roșie (Bombina bombina), broasca de pământ (Pelobates fuscus), tritonul comun transilvănean (Triturus vulgaris ampelensis), tritonul cu creastă (Triturus cristatus), tritonul de munte (Triturus alpestris), sălămâzdră de uscat (Salamandra salamandra salamandra);
Situl adăpostește o gamă diversă de plate (arbori, arbusti, ierburi, flori); dintre care unele rare și protejate la nivel european prin aceeași Directivă 92/43/CE a Uniunii Europene din 21 mai 1992. 
Arbori și arbusti: zadă (Larix), pin negru (Pinus nigra), gorun (Quercus petraea), stejar (Quercus robur), fag (Fagus sylvatica), carpen (Carpinus betulus), frasin (Fraxinus excelsior), ulm (Ulmus carpinifolia), jugastru (Acer campestre), alun (Corylus avellana), măceș (Rosa canina), păducel (Crataegus monogyna), corn (Cornus mas), sânger (Cornus sanguinea), curpen (Climatis vitalba), soc (Sambucus nigra), ghimpe (Ruscus aculeatus);
Ierburi și flori: drobiță (Genista tinctoria), stânjenel mic de munte (Iris ruthenica), sânziană (Galium verum), ventrilică (Veronica officinalis), frigare (Geranium palustre), clopoțel (Campanula persicifolia), frăgurel (Potentilla micrantha), drob (Chamaecytisus hirsutus), toporași (Viola odorata), trifoi-mărunt (Medicago lupulina), păius (Festuca heterophylla).

## Căi de acces
- Drumul național DN75 pe ruta Turda - Câmpeni - Albac, Alba - Ștei - drumul național DN76 în direcția Vașcău - Cărpinet, Bihor, de aici se continuă pe un drum comunal (DC246) până în satul Izbuc.

## Atracții turistice
În vecinătatea sitului se află câteva obiective de interes turistic (lăcașuri de cult, monumente istorice, arii protejate, zone naturale, situri arheologice), astfel:
- Ansamblul bisericii „Pogorârea Duhului Sfânt” din satul Dezna (biserica „Pogorârea Duhului Sfânt” și cele două troițe), construcție sec. XVII-XIX, monument istoric.
- Biserica romano-catolică din Vașcău (construcție secolul al XVIII-lea).
- Ruinele Cetății Dezna (sec. XIII-XVII), monument istoric.
- Cuptorul de topit fier „Jumelt” (ruine) din Gurahonț (mijl. sec. XIX), monument istoric.
- Ariile protejate: Baltele Gurahonț (rezervație naturală de tip floristic) și Codru-Moma (sit de importanță comunitară).